# Флија
Флија или филија је пита која се припрема на традиционалан начин својствен народу на Косову и Метохији. Припрема се слично тесту за палачинке, а надева се кајмаком или другим млечним производима. Пита се испод сача пече око три сата. Филија се може испећи и у рерни шпорета, само је важно поставити тепсију високо, одмах испод грејача.
Прави се тако што се замеси тесто од брашна, соли и воде. Тесто се сипа на претходно загрејани подмазани плех, равномерно распоређује и пече док не порумени. 
Сваки део теста, који се ређа један на други, премазује се надевом. Сваки слој теста се посебно пече, један за другим, како се слажу. Флија се састоји од осам слојева теста.
Оригинални рецепт потиче из Турске, где су га донела номадска племена. Данас се спрема као традиционално јело су бореги (тур. Su böreği — водени бурек). Слично јело припрема се широм Централне и Источне Европе. На Балкану се може срести под различитим називима. На Пештеру се слично јело зове масеница, у Црној Гори масеница или разљевуша, у Босни кљукуша, у Новом Пазару обаруша.